# 伊藤武雄 (実業家)

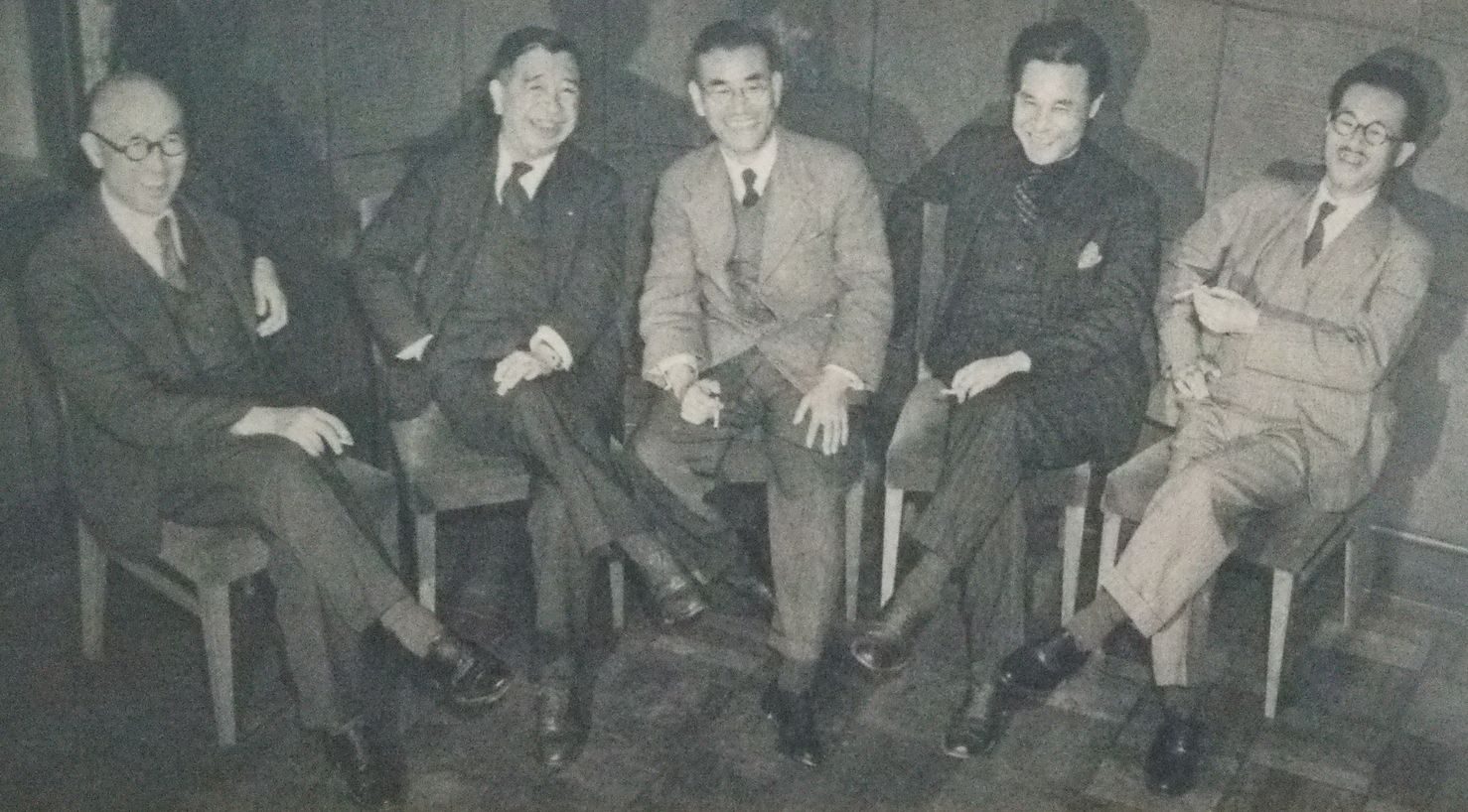
左から2番目の人物が本項目で取り上げる伊藤武雄（他の4人は同姓同名の人物である。1951年撮影）

伊藤 武雄（いとう たけお、1894年〈明治27年〉12月13日 - 1966年〈昭和41年〉11月19日）は、日本の実業家。大阪商船社長を務めた。

## 略歴
1894年（明治27年）12月13日、名古屋市にて父・釤平、母・みやの長男として誕生。幼少期は陸軍経理部の軍人であった父に伴われて東京、岡山などで暮らした。1913年（大正2年）、旧制岡山中学校を卒業、旧制第一高等学校文科丙類に入学。1916年（大正5年）、同校を卒業、東京帝国大学法学部法律学科に入学。1918年（大正7年）、高等文官試験行政科に合格、翌1919年（大正8年）、東京帝国大学を卒業、大阪商船に入社。
大阪商船では遠洋課に属し、上海、ロンドン、シンガポールに駐在した。1935年（昭和10年）には文書課に転じ、同課長、総務局長兼秘書役を務めた。1942年（昭和17年）、取締役に就任し、ハノイ支社、サイゴン支店等の監督役としてサイゴン駐在となる。1945年（昭和20年）サイゴンで終戦を迎え、翌1946年（昭和21年）に帰国。1947年（昭和22年）、大阪商船取締役社長に就任。同社社長の傍ら、経済団体連合会常任理事、大阪商工会議所常議員などの経済団体の役職、日本船主協会会長、日本船主責任相互保険組合組合長、大阪船舶倶楽部理事長などの業界団体の役職、日本ユネスコ国内委員会委員、資産再評価審議会委員、通商審議会委員、航空審議会委員、貿易外輸出会議委員、通商産業省顧問、国立公園審議会委員などの公的役職を務めた。国際交流にも尽力し、日泰貿易協会会長、タイ国大阪名誉領事、日本ウルグワイ協会会長、日華経済協会理事、日濠協会理事、関西日英協会副会長、中東調査会会長などに就任した他、1954年（昭和29年）には南米各国、1956年（昭和31年）にはフィリピン、1957年（昭和32年）には中近東移動大使として中近東各国を訪問した。
1959年（昭和34年）に大阪商船代表取締役社長を退任、藍綬褒章受章。社長退任後も松下電器産業監査役、追手門学院理事、国際見本市協会理事長などの役職を務めた。1965年（昭和40年）、勲二等旭日重光章。1966年（昭和41年）11月19日、脳出血のため西宮市の自宅で死去。没年71歳。同日付で正四位に叙せられる。
旧制一高在学中3人の伊藤武雄が在学していることが話題となったが、後年、さらに2人を加え5人の伊藤武雄で「伊藤武雄会」を結成し、マスコミにも取り上げられた。死去の1週間前にも同会の会合が開かれ、1909年生まれの独文学者である伊藤武雄に世話役を引き継ぐと話していた。